# Ектор Сільва (уругвайський футболіст)
Ектор Сільва (ісп. Héctor Silva, 1 лютого 1940, Монтевідео — 30 серпня 2015, Монтевідео) — уругвайський футболіст та тренер, виступав на позиції нападника. Грав, зокрема, за клуби «Данубіо» та «Пеньяроль», а також національну збірну Уругваю.
Чотириразовий чемпіон Уругваю. Чемпіон Бразилії. Переможець Ліги Пауліста. Володар Кубка Лібертадорес. Володар Міжконтинентального кубка. 

## Клубна кар'єра
Народився 1 лютого 1940 року в місті Монтевідео. Вихованець футбольної школи клубу «Каннілітас». У дорослому футболі дебютував 1957 року виступами за команду «Данубіо», в якому провів шість сезонів. У 1963 році, за рік до завершення контракту з «Данубіо» перейшов в оренду до «Серро». Разом з новою командою взяв участь у найдовшому в історії «Серро» 2-місячному турне (з травня по липень 1963 року) по Європі, Радянському Союзі та Африці.
До складу Пеньяроля» приєднався 1964 року, виступав у команді до 1970 року. У 1964, 1965, 1967 та 1968 роках «Пеньяроль» вигравав чемпіонат Уругваю. У 1965 році вони також дійшли до фіналу Кубку Лібертадорес, в якому поступився аргентинському «Індепендьєнте». Сільва взяв участь у всіх трьох фінальних матчах. Наступного року «Орінегрос», під керівництвом Роке Масполі, виграв Кубок Лібертадорес, обігравши у фінальному матчі «Рівер Плейт», а в жовтні 1966 року на Міжконтинентальному кубку поступився мадридському «Реалу». Ектор вийшов на поле в першому фінальному поєдинку Кубку Лібертадорес. Після виступи за клуби з Монтевідео перейшов до «Палмейраса». У 1970 році визнаний найкращим гравцем чемпіонату Бразилії. У 1972 році грав за еквадорський «ЛДУ Кіто». Також грав за бразильську «Португезу». Футбольну кар'єру завершив 1975 року в складі «Данубіо».

## Виступи за збірні
1958 року дебютував у складі юнацької збірної Уругваю (U-19), якій допоміг виграти юнацький чемпіонат Південної Америки. На турнірі зіграв три матчі, в яких відзначився 1 голом.
1961 року дебютував в офіційних матчах у складі національної збірної Уругваю. 
У складі збірної був учасником чемпіонату світу 1962 року у Чилі та чемпіонату світу 1966 року в Англії. Але зіграв лише два матчі на чемпіонаті світу в Англії. Напередодні чвертьфінального поєдинку проти Німеччини виключений з заявки на участь в турнірі. Чемпіонат світу 1970 року пропустив через перелом ноги.
Загалом протягом кар'єри у національній команді, яка тривала 9 років, провів у її формі 29 матчів, в яких відзначився 7 голами.

## Кар'єра тренера
У 1979 році тренував «Данубіо».
Помер 30 серпня 2015 року на 76-му році життя у місті Монтевідео від серцевого нападу.

## Досягнення
«Пеньяроль»
- Прімера Дивізіон Уругваю
  -  Чемпіон (4): 1964, 1965, 1967, 1968

- Кубок Лібертадорес
  -  Володар (1): 1966
  -  Фіналіст (1): 1965

- Міжконтинентальний кубок
  -  Володар (1): 1966

«Палмейрас»
- Серія Б Бразилії (1):
  -  Чемпіон (1): 1972

- Ліга Пауліста
  -  Чемпіон (1): 1972

Уругвай
- Чемпіон Південної Америки (U-19): 1958